# Lin Ling
Lin Ling (菱 林 - Fuzhou, 9 september 1977) is een Chinees-Hongkongs professioneel tafeltennisspeelster, die oorspronkelijk haar geboorteland vertegenwoordigde, maar sinds 2002 uitkomt voor Hongkong.
Ze bereikte in 1998 de enkelspelfinale van de ITTF Pro Tour Grand Finals en drie jaar later ook die op de wereldkampioenschappen in Osaka, maar moest beide keren genoegen nemen met zilver.
Lin Ling bereikte in januari 2003 haar hoogste positie op de ITTF-wereldranglijst, toen ze daarop derde stond.

## Sportieve loopbaan
Lin Ling maakte haar debuut in het internationale (senioren)circuit in 1996 op het Zweden Open, een toernooi in het kader van de ITTF Pro Tour. Twee jaar later won ze hierop haar eerste titel in zowel het enkel- als dubbelspel. De Hongkongse kwalificeerde zich van 1996 tot en met 2007 daarbij acht keer voor de ITTF Pro Tour Grand Finals. Ling Lings hoogtepunt was het meestertoernooi van 1998 in Parijs, waarop ze de eindstrijd haalde. De titel moest ze daarin niettemin aan Wang Nan laten. Bij haar derde deelname aan de wereldkampioenschappen in 2001, stootte Lin Ling opnieuw door tot de enkelspelfinale van een van de grootste toernooien ter wereld. Andermaal zag ze het goud echter aan haar neus voorbij gaan, want haar - dan nog landgenote - Wang Nan was wederom spelbreker.
Lin Lings derde WK was niet alleen speciaal omdat het haar een finaleplaats opleverde, maar tevens omdat het haar laatste namens China was. In Shanghai 2005 keerde ze terug aan de WK-tafels, maar nu met de vlag van Hongkong op haar shirt. Namens haar nieuwe natie won ze hierbij opnieuw eremetaal in het enkelspel, brons dit keer. Bovendien hielp de geboren Chinese de nationale vrouwenploeg van Hongkong mee om in 2006 en 2008 zilver en brons te winnen in het landentoernooi.

## Erelijst
Belangrijkste resultaten:
- Verliezend finaliste enkelspel wereldkampioenschappen 2001, brons in 2005
- Verliezend finaliste landentoernooi wereldkampioenschappen 2006, brons in 2008 (beide met Hongkong)
- Brons WTC-World Team Cup 2007 (met Hongkong)
- Vierde plaats World Cup 2002
- Winnares enkelspel Aziatische kampioenschappen 2000 en 2005
- Winnares landentoernooi Aziatische kampioenschappen 2000 (met China) en 2005 (met Hongkong)
- Vierde plaats Azië Cup 2006
- Laatste zestien enkelspel Olympische Zomerspelen 2008

ITTF Pro Tour:
Enkelspel:
- Verliezend finaliste ITTF Pro Tour Grand Finals 1998
- Winnares Joegoslavië Open 1998
- Winnares Italië Open 2002
- Verliezend finaliste Slovenië Open 2005
- Verliezend finaliste Korea Open 2007

Dubbelspel:
- Winnares Joegoslavië Open 1998 (met Sun Jin)
- Winnares Zweden Open 1998 (met Sun Jin)
- Winnares China Open 1999
- Winnares Frankrijk Open 1999
- Winnares Denemarken Open 2000 (met Sun Jin)
- Winnares Brazilië Open 2003 (met Zhang Rui)
- Verliezend finaliste Zweden Open 1996, 2006
- Verliezend finaliste Maleisië Open 2003 (met Zhang Rui)
- Verliezend finaliste Slovenië Open 2005
- Verliezend finaliste Koeweit Open 2006 (met Lau Sui Fei)
- Verliezend finaliste Chili Open 2007 (met Jiang Huajun)
- Verliezend finaliste Oostenrijk Open 2007 (met Tie Yana)